# Joseph (Utah)
Joseph – miasto w Stanach Zjednoczonych, w stanie Utah, w hrabstwie Sevier.